# Leichtathletik-Weltmeisterschaften 2015/Teilnehmer (Zypern)
| Gelbes Symbol für Goldmedaillen mit stilisierten Olympischen Ringen | Graues Symbol für Silbermedaillen mit stilisierten Olympischen Ringen | Braundes Symbol für Bronzemedaillen mit stilisierten Olympischen Ringen |
| ------------------------------------------------------------------- | --------------------------------------------------------------------- | ----------------------------------------------------------------------- |
| —                                                                   | —                                                                     | —                                                                       |

Der Leichtathletikverband Zyperns nominierte drei Athleten für die Leichtathletik-Weltmeisterschaften 2015 in der chinesischen Hauptstadt Peking.

## Ergebnisse

### Männer
| Athlet                  | Disziplin  | Qualifikation | Qualifikation | Finale     | Finale |
| Athlet                  | Disziplin  | Weite/Höhe    | Platz         | Weite/Höhe | Platz  |
| ----------------------- | ---------- | ------------- | ------------- | ---------- | ------ |
| Dimitrios Chondrokoukis | Hochsprung | 2,31 m        | 7             | 2,25 m     | 11     |
| Apostolos Parellis      | Diskuswurf | 64,41 m       | 4             | 64,55 m    | 6      |

### Frauen
| Athlet             | Disziplin | Vorlauf | Vorlauf | Halbfinale         | Halbfinale         | Finale             | Finale             |
| Athlet             | Disziplin | Zeit    | Platz   | Zeit               | Platz              | Zeit               | Platz              |
| ------------------ | --------- | ------- | ------- | ------------------ | ------------------ | ------------------ | ------------------ |
| Ramona Papaioannou | 100 m     | 11,29 s | 23      | 11,38 s            | 24                 | nicht qualifiziert | nicht qualifiziert |
| Ramona Papaioannou | 200 m     | 23,30 s | 34      | nicht qualifiziert | nicht qualifiziert | nicht qualifiziert | nicht qualifiziert |